# 에르고스테롤
에르고스테롤(영어: ergosterol)은 균류와 원생동물의 세포막에서 발견되는 스테롤이며, 콜레스테롤이 동물 세포에서 작용하는 것과 동일한 기능을 포함한 많은 기능들을 수행한다. 에르고스테롤 없이는 많은 균류와 원생동물이 생존할 수 없기 때문에 에르고스테롤을 합성하는 효소가 신약 개발의 중요한 목표가 되었다. 사람의 영양에서 에르고스테롤은 비타민 D2의 프로비타민 형태로 자외선에 노출되면 화학 반응이 일어나 비타민 D2가 생성된다.

## 균류에서의 역할
에르고스테롤은 균류에서 발견되는 스테롤이며, 에르고스테롤이란 이름은 최초로 분리된 균류 Claviceps purpurea의 일반명인 "ergot(맥각균)"의 이름을 따서 명명되었다. 에르고스테롤은 효모 및 기타 균류의 세포막의 구성 성분으로 동물 세포에서 콜레스테롤이 하는 것과 유사한 작용을 한다. 균류에서 에르고스테롤의 특이성은 전형적인 생태적 지위(식물 및 동물의 표면, 토양)에서 이러한 생물들이 직면하는 기후 불안정성(매우 다양한 습도 및 수분 조건)과 관련이 있다고 생각된다. 따라서 에르고스테롤의 합성 과정에서의 추가적인 에너지 요구 조건에도 불구하고(콜레스테롤과 비교했을 경우) 에르고스테롤은 균류에서 콜레스테롤을 대신하여 진화적으로 유리한 대안으로써 진화된 것으로 생각된다.

## 항진균제의 표적
에르고스테롤은 균류의 세포막에 존재하지만, 동물에는 존재하지 않기 때문에 항진균제의 유용한 표적이다. 에르고스테롤은 트리파노솜과 같은 일부 원생생물의 세포막에도 존재한다. 이는 아프리카 수면병에 대한 항진균제 사용의 근거이다.
항진균제인 암포테리신 B는 에르고스테롤을 표적으로 한다. 암포테리신 B는 막의 에르고스테롤과 물리적으로 결합하여 균류의 막에 극성 구멍을 만든다. 이로 인해 이온(주로 칼륨 및 히드론) 및 기타 분자들이 누출되어, 세포가 죽는다. 암포테리신 B는 대부분의 상황에서 보다 안전한 약물로 대체되었지만, 부작용에도 불구하고 생명을 위협하는 균류 또는 원생동물에 의한 감염에 여전히 사용되고 있다.
플루코나졸, 미코나졸, 이트라코나졸, 클로트리마졸 및 마이클로뷰타닐은 다른 방식으로 작용하여 라노스테롤 14α-탈메틸화효소의 작용을 방해함으로써 라노스테롤로부터 에르고스테롤의 합성을 저해한다. 에르고스테롤은 라노스테롤보다 작은 분자이다. 에르고스테롤은 15개의 탄소를 가지고 있는 테르페노이드인 파르네실 피로인산 두 분자를 결합하여 30개의 탄소를 가지고 있는 라노스테롤을 생성하는 과정을 거쳐 합성된다. 이어서 라노스테롤의 2개의 메틸기가 제거되어 에르고스테롤이 생성된다. 항진균제의 "아졸" 부류는 라노스테롤과 에르고스테롤 사이의 생합성 경로에서 이들 탈메틸화 단계를 촉매하는 효소를 저해한다.

## 항원충제의 표적
세모편모충속(Trichomonas) 및 레이시마니아(Leishmania)를 포함한 일부 원생동물은 에르고스테롤의 합성과 기능을 표적으로 하는 약물에 의해 저해된다.

## 비타민 D2의 전구체
에르고스테롤은 비타민 D2의 생물학적 전구체이다. 비타민 D2의 화학명은 에르고칼시페롤이다. 에르고스테롤이 자외선에 노출되면 에르고칼시페롤로 전환되는 광화학 반응이 일어난다.
에르고스테롤은 자연적으로 어느 정도 생성되며, 많은 버섯들은 수확 후에 비타민 D의 함량을 증가시키기 위해 조사된다. 균류는 또한 에르고스테롤을 추출하여 비타민 D로 전환시켜서 식이 보충제와 식품 첨가물로 판매할 수 있도록 산업적으로 재배된다.
1930년대에는 비타민 D2와 프리비타민은 혼합한 조사된 에르고스테롤을 비오스테롤(viosterol)이라고 불렀다.

## 독성
에르고스테롤 분말은 피부, 눈 및 호흡기를 자극한다. 에르고스테롤을 다량 섭취하면 고칼슘혈증이 생길 수 있으며, 이는 연조직, 특히 콩팥에 칼슘염의 침전물을 생기게 할 수 있다.

## 같이 보기
- 비타민 D
- 식용 버섯
- 에르고칼시페롤
- 콜레스테롤
- 스티그마스테롤